# Cavalcante
Cavalcante est une municipalité brésilienne de l'État de Goiás et la microrégion de la Chapada dos Veadeiros. La ville est connue grâce à ses cascades aux alentours qui sont parmi les plus belles du Brésil. Elle jouit également d'une végétation exceptionnelle et d'une biodiversité à préserver. Un endroit idéal pour se reposer et profiter de la nature.